# Coaner
Coaner es un pueblo dentro del municipio de San Mateo de Bages en la comarca del Bages, con 22 habitantes (2019). Está situado a unos 500 m de altitud, a la parte norte de la sierra de Castelltallat.
Se encuentra en el valle del torrente de Coaner, de donde viene su nombre. Este torrente es un afluente del río Cardener.
La etimología de Coaner deriva del latín Quovece Nigro, que después pasó a Codener.

## Patrimonio

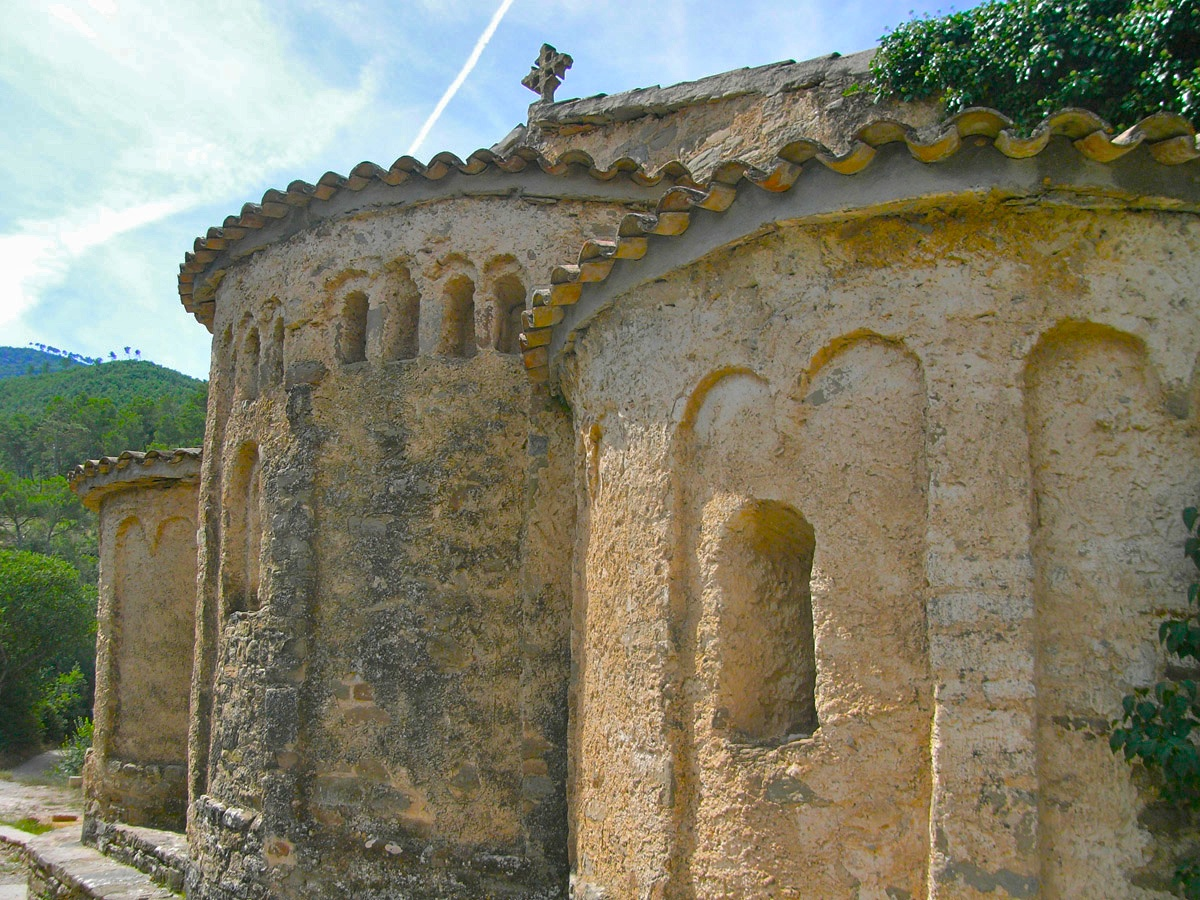
Ábside de San Julián

Los principales monumentos, el uno junto al otro, son la torre redonda y entera de un castillo (conocido también como el castillo de las Planes) y la iglesia parroquial de San Julián.